# Microdon ursitarsis
Microdon ursitarsis är en tvåvingeart som beskrevs av Stackelberg 1925. Microdon ursitarsis ingår i släktet myrblomflugor, och familjen blomflugor. Inga underarter finns listade i Catalogue of Life.